# خاویر مونیوز
خاویر مونیوز (انگلیسی: Javier Muñoz؛ زادهٔ ۲۸ فوریهٔ ۱۹۹۵) یک بازیکن فوتبال اهل اسپانیا است که در پست هافبک هجومی برای باشگاه فوتبال رئال مادرید کاستیا در سگوندا دیویژن بی بازی می‌کند.
از باشگاه‌هایی که در آن بازی کرده‌است می‌توان به رئال مادرید کاستیا، رئال مادرید سی و ایبار اشاره کرد.